# Дудукалов (Егорлыкский район)
Дудука́лов — хутор в Егорлыкском районе Ростовской области. Входит в состав Объединенного сельского поселения.

## География
Хутор расположен у истока реки Терновой (бассейн Еи).

## Население
| 1989 | 2002 | 2010 |
| ---- | ---- | ---- |
| 70   | ↗89  | ↘76  |

## Улицы
В нем имеется одна улица: Дудукаловская.